# Earthworm Jim 2
 (octobre 2019).
Si vous disposez d'ouvrages ou d'articles de référence ou si vous connaissez des sites web de qualité traitant du thème abordé ici, merci de compléter l'article en donnant les références utiles à sa vérifiabilité et en les liant à la section « Notes et références ».
Earthworm Jim 2 est un jeu vidéo de plate-forme qui fait suite à Earthworm Jim et mettant en scène un ver de terre doté d'une combinaison extra-terrestre lui fournissant des super-pouvoirs. Le jeu est sorti sur les plates-formes Mega Drive, Super Nintendo, PlayStation, Saturn, Game Boy Advance et Windows. Dans ce jeu, la présence d'œuvres musicales connues, comme Sonate au clair de lune 1er et 3e mouvements ou Funicula), est à noter.
La version Super Nintendo du jeu est également disponible sur Nintendo Switch avec le Nintendo Switch Online.

## Synopsis
Psy-Crow, le corbeau astronaute, a enlevé la princesse C'est-quoi-son-nom-déjà pour la forcer à se marier avec lui et devenir maître de l'univers, le courageux ver de terre Jim va devoir venir à son secours en parcourant plusieurs niveaux.

## Système de jeu
Jim pourra récupérer de nouvelles armes totalement déjantées tels une maison qui vise automatiquement les ennemis ou des gants qui tirent, il a notamment un nouvel ami : Snott (Une crotte de nez) qui lui permet de s'accrocher à des gouttes vertes collées au plafond.

## Niveaux
- Anything but Tangerines (Rien que des mandarines) : une forêt dans lequel pieuvres volantes, bocaux et grand-mères qui tombent du ciel nous attendent pour nous éliminer. Le boss est Bob le poisson rouge, mais vu ce qu'il est face au grand et puissant Jim, ce n'est pas vraiment un boss.

- Lorenzen's Soil (La Terre de Lorenzo) : le joueur est sous terre avec une seule arme qui lui sert à creuser la terre au-dessus en faisant monter les monticules sous ses pieds. Le boss est Pedro Pupa (un asticot géant sur un monocycle).

- Puppy Love (Un amour de chiot): c'est une étape bonus que le joueur retrouvera 3 fois dans le jeu remplaçant les étapes bonus de la course contre Psy-Crow dans le premier opus. Cette fois-ci, le but est d'apporter grâce à un gros marshmallow tous les chiots que lance Psy-Crow à Peter le chiot, si Jim n'arrive pas attraper quelques chiots et qu'ils tombent par terre, Peter se transforme en super mutant et cela ne va pas faire du bien à Jim.

- Villi People (le peuple des villosités): c'est un niveau où Jim s'est déguisé en salamandre aveugle qui doit parcourir un labyrinthe intestinal, résidence de vacance du Doc Duodenum. La musique de ce niveau est le premier mouvement de la Sonate au clair de lune (Moonlight Sonata) de Ludwig van Beethoven.

- The Flyin' King (Le roi volant): niveau ayant la particularité d'être en 3D isométrique. Jim est à bord de sa fusée de poche et il doit emmener une espèce de montgolfière portant de la dynamite jusqu'au Major Mucus, Jim doit en prendre bien soin afin qu'elle n'explose pas avant l'arrivée sinon demi-tour et il faut recommencer du début.

- Udderly Abducted (Enlèvement Im-pis-toyable): dans ce niveau, le but est d'apporter des vaches qui se cachent dans des fleurs dans un ordre précis dans des abris tout en évitant des pis de vache qui nous attaquent ou encore des pingouins et surtout empêcher que les soucoupes volantes ne les enlèvent.

- Inflated Head (Le Cirque des Cicatrices): Jim doit se gonfler la tête comme un ballon de baudruche pour pouvoir voler et ainsi continuer le niveau en faisant attention à Evil le chat.

- Iso 9000 : le joueur est dans la paperasse jusqu'au cou, des ennemis toujours loufoques comme des commodes et des hommes d'affaires. Le boss est une porte vivante, le but est de lui faire un croche-patte grâce au pied qui sort d'une armoire.

- Level Ate (Le niveau gourmand): niveau qui donne vraiment faim car il n'y a que de la nourriture et des objets faisant référence à la cuisine. Le boss est un steak du nom de Flamin' Yawn.

- See Jim Run, Run Jim Run (Vas-y cours, Jim, cours...) : le dernier niveau. Jim doit arriver avant Psy-Crow pour aller empêcher le mariage de la princesse C'est-quoi-son-nom-déjà avec l'horrible corbeau. La musique du niveau est, cette fois-ci, le troisième mouvement de la Moonlight Sonata.